# Preuilly (Cher)
Pour les articles homonymes, voir Preuilly.
Preuilly est une commune française située dans le département du Cher en région Centre-Val de Loire.

## Géographie
Preuilly est un village français situé au cœur de la Champagne berrichonne dans le département du Cher et la région Centre. La commune s'étend sur 14,9 km2. Son sol est composé de terres siliceuses ainsi que de terres calcaires et sableuses propices à la culture de la vigne d'appellation Reuilly. Situés à 122 mètres d'altitude, les vignes et le village sont implantés sur la rive gauche de la rivière Le Cher qui en dessine les limites.

### Climat
Pour des articles plus généraux, voir Climat du Centre-Val de Loire et Climat du Cher.
En 2010, le climat de la commune est de type climat océanique dégradé des plaines du Centre et du Nord, selon une étude du CNRS s'appuyant sur une série de données couvrant la période 1971-2000. En 2020, Météo-France publie une typologie des climats de la France métropolitaine dans laquelle la commune est exposée à un climat océanique altéré et est dans la région climatique  Centre et contreforts nord du Massif Central, caractérisée par un air sec en été et un bon ensoleillement. 
Pour la période 1971-2000, la température annuelle moyenne est de 11,3 °C, avec une amplitude thermique annuelle de 15,2 °C. Le cumul annuel moyen de précipitations est de 700 mm, avec 11 jours de précipitations en janvier et 7 jours en juillet. Pour la période 1991-2020, la température moyenne annuelle observée sur la station météorologique la plus proche, située sur la commune de Quincy à 5 km à vol d'oiseau, est de 12,1 °C et le cumul annuel moyen de précipitations est de 735,0 mm,. Pour l'avenir, les paramètres climatiques de la commune estimés pour 2050 selon différents scénarios d'émission de gaz à effet de serre sont consultables sur un site dédié publié par Météo-France en novembre 2022.
| Mois                                  | jan.             | fév.            | mars          | avril         | mai             | juin           | jui.           | août           | sep.          | oct.            | nov.             | déc.             | année      |
| ------------------------------------- | ---------------- | --------------- | ------------- | ------------- | --------------- | -------------- | -------------- | -------------- | ------------- | --------------- | ---------------- | ---------------- | ---------- |
| Température minimale moyenne (°C)     | 1,5              | 1               | 3,1           | 4,9           | 8,9             | 11,8           | 13,4           | 13,4           | 10            | 7,9             | 3,5              | 1,7              | 6,8        |
| Température moyenne (°C)              | 4,7              | 5,2             | 8,5           | 10,9          | 15,1            | 18,5           | 20,3           | 20,3           | 16,4          | 12,8            | 7,4              | 4,8              | 12,1       |
| Température maximale moyenne (°C)     | 7,9              | 9,4             | 14            | 16,9          | 21,4            | 25,1           | 27,2           | 27,3           | 22,7          | 17,8            | 11,3             | 7,8              | 17,4       |
| Record de froid (°C) date du record   | −19,6 09.01.1985 | −16 05.02.1963  | −12 01.03.05  | −6 04.04.1973 | −1,3 05.05.1979 | 0,9 05.06.1976 | 3,3 06.07.1979 | 2,6 26.08.1966 | 0 30.09.1972  | −6,8 30.10.1997 | −11,2 23.11.1993 | −12,5 31.12.1985 | −19,6 1985 |
| Record de chaleur (°C) date du record | 18,3 05.01.1999  | 22,8 24.02.1990 | 25,7 19.03.05 | 30,9 30.04.05 | 34,8 27.05.05   | 38,4 22.06.03  | 39,4 26.07.06  | 42,4 10.08.03  | 35,9 04.09.05 | 30,8 01.10.1985 | 22,9 03.11.1994  | 20,3 16.12.1989  | 42,4 2003  |
| Précipitations (mm)                   | 59,3             | 50,3            | 52            | 61,2          | 75,5            | 52,8           | 59,9           | 56,6           | 58,1          | 71,4            | 68,2             | 69,7             | 735        |

## Urbanisme

### Typologie
Au 1er janvier 2024, Preuilly est catégorisée commune rurale à habitat dispersé, selon la nouvelle grille communale de densité à 7 niveaux définie par l'Insee en 2022.
Elle est située hors unité urbaine. Par ailleurs la commune fait partie de l'aire d'attraction de Bourges, dont elle est une commune de la couronne,. Cette aire, qui regroupe 111 communes, est catégorisée dans les aires de 50 000 à moins de 200 000 habitants,.

### Occupation des sols
L'occupation des sols de la commune, telle qu'elle ressort de la base de données européenne d’occupation biophysique des sols Corine Land Cover (CLC), est marquée par l'importance des territoires agricoles (66 % en 2018), en diminution par rapport à 1990 (73,9 %). La répartition détaillée en 2018 est la suivante :
terres arables (59,5 %), forêts (20,4 %), eaux continentales (5,9 %), zones agricoles hétérogènes (4,8 %), mines, décharges et chantiers (4,2 %), zones urbanisées (3,5 %), prairies (1,8 %).
L'évolution de l’occupation des sols de la commune et de ses infrastructures peut être observée sur les différentes représentations cartographiques du territoire : la carte de Cassini (XVIIIe siècle), la carte d'état-major (1820-1866) et les cartes ou photos aériennes de l'IGN pour la période actuelle (1950 à aujourd'hui).

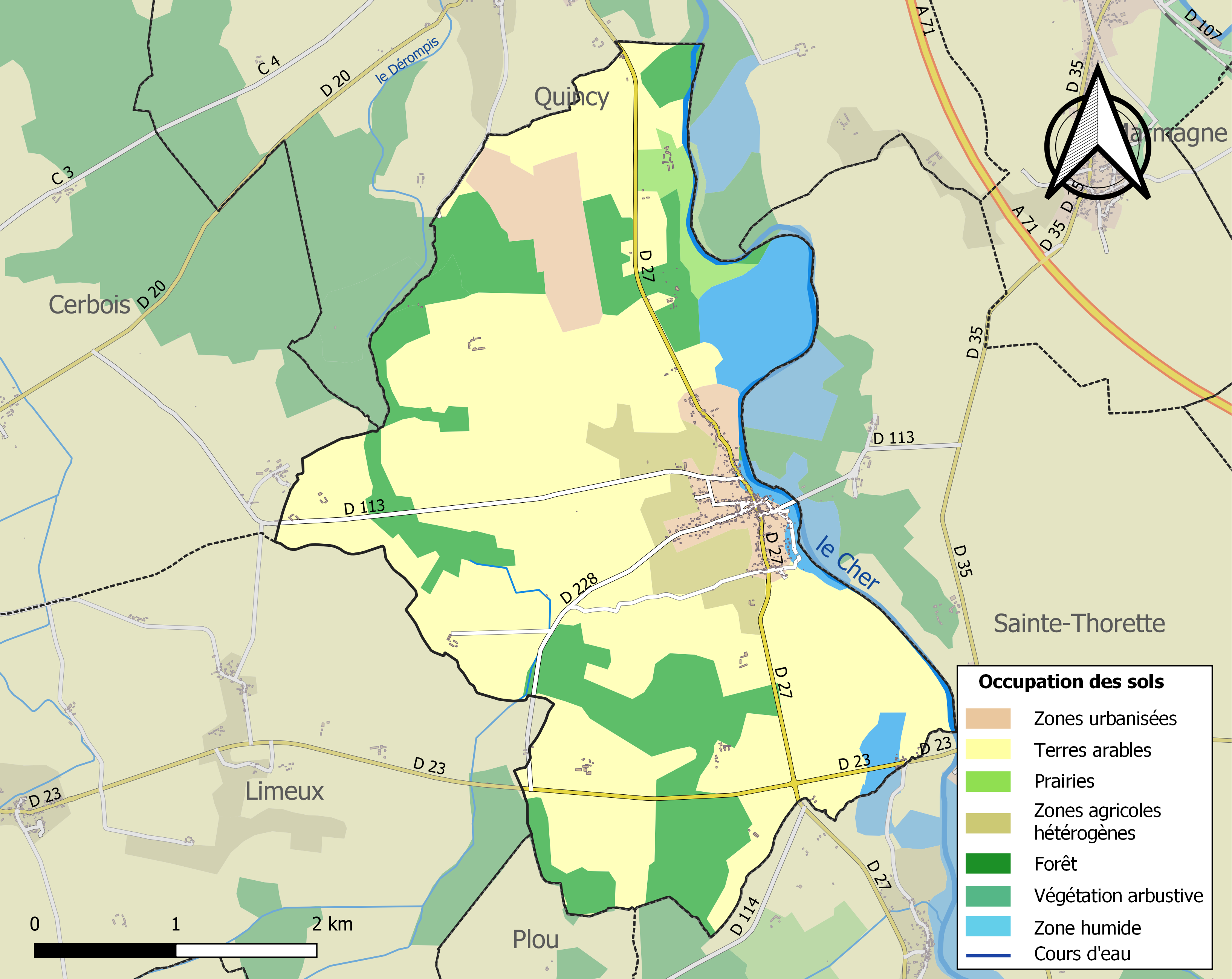
Carte des infrastructures et de l'occupation des sols de la commune en 2018 (CLC).

### Risques majeurs
Le territoire de la commune de Preuilly est vulnérable à différents aléas naturels : météorologiques (tempête, orage, neige, grand froid, canicule ou sécheresse), inondations, mouvements de terrains et séisme (sismicité faible). Un site publié par le BRGM permet d'évaluer simplement et rapidement les risques d'un bien localisé soit par son adresse soit par le numéro de sa parcelle.
Certaines parties du territoire communal sont susceptibles d’être affectées par le risque d’inondation par débordement de cours d'eau, notamment le Cher. La commune a été reconnue en état de catastrophe naturelle au titre des dommages causés par les inondations et coulées de boue survenues en 1982 et 1999,.

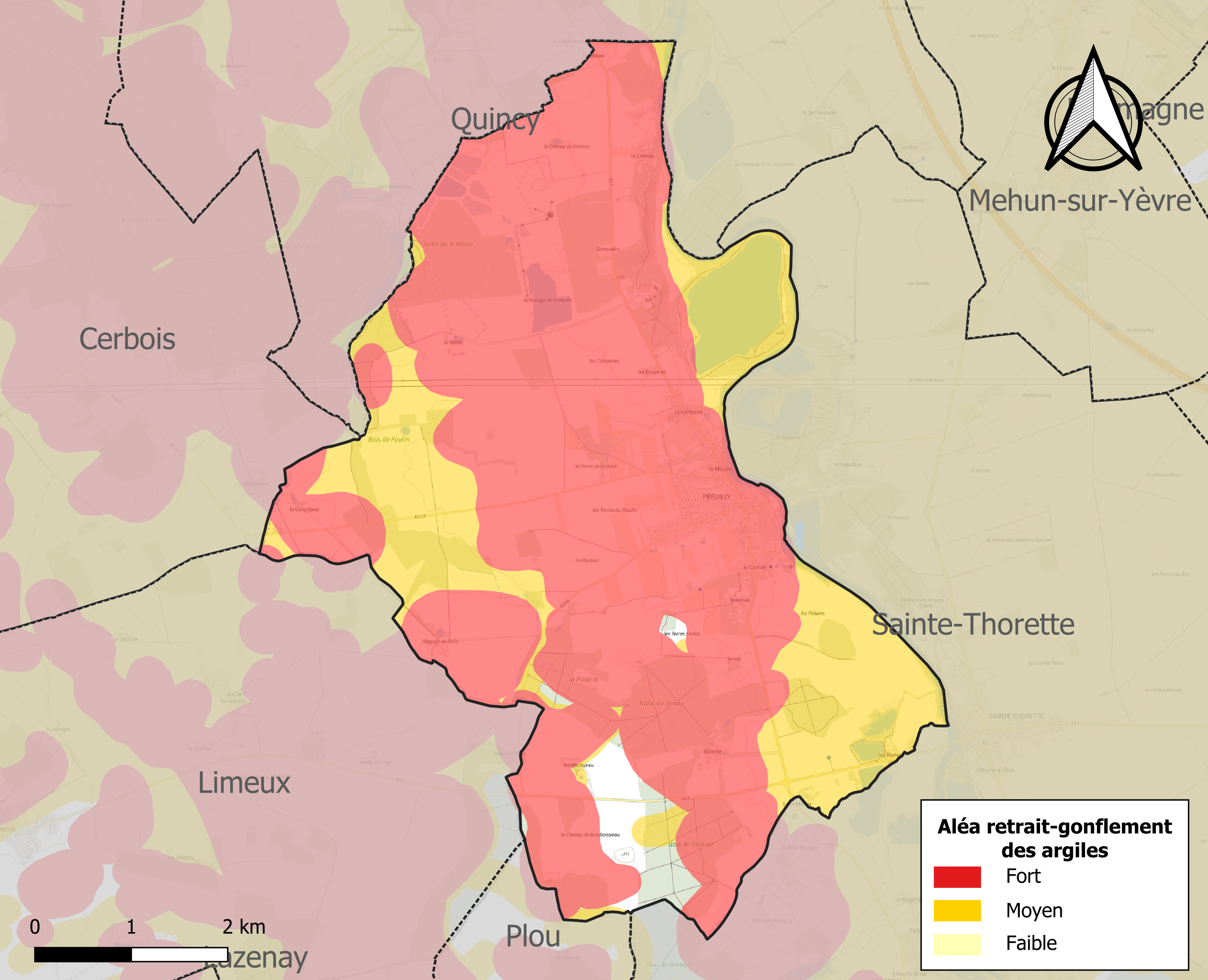
Carte des zones d'aléa retrait-gonflement des sols argileux de Preuilly.

La commune est vulnérable au risque de mouvements de terrains constitué principalement du retrait-gonflement des sols argileux. Cet aléa est susceptible d'engendrer des dommages importants aux bâtiments en cas d’alternance de périodes de sécheresse et de pluie. 96,8 % de la superficie communale est en aléa moyen ou fort (90 % au niveau départemental et 48,5 % au niveau national). Sur les 269 bâtiments dénombrés sur la commune en 2019, 269 sont en aléa moyen ou fort, soit 100 %, à comparer aux 83 % au niveau départemental et 54 % au niveau national. Une cartographie de l'exposition du territoire national au retrait gonflement des sols argileux est disponible sur le site du BRGM,.
Concernant les mouvements de terrains, la commune a été reconnue en état de catastrophe naturelle au titre des dommages causés par la sécheresse en 1993, 2002, 2006 et 2019 et par des mouvements de terrain en 1999.

## Histoire
La communauté de Preuilly est en crise démographique au début du XVIIIe siècle, puisqu’elle passe de 74 feux en 1709 à 64 en 1726. L’hiver de 1709-1710 notamment cause de nombreuses pertes, ainsi que la grande canicule de 1719 qui tua beaucoup par dysenterie.

## Politique et administration
| Période | Période  | Identité             | Étiquette | Qualité                           |
| ------- | -------- | -------------------- | --------- | --------------------------------- |
| 2015    | En cours | Blanche-Marie Beghin | SE        | Juriste retraitée                 |
| 2014    | 2015     | Pierre Bugeon        | DVD       | Retraité                          |
| 1998    | 2014     | Jean-Paul Hochedel   | SE        | Agriculteur                       |
| 1995    | 1998     | Michel Moreau        | SE        | Employé                           |
| 1983    | 1995     | Fernand Bugeon       | SE        | Entrepreneur                      |
| 1957    | 1983     | Pierre Sicard        | UC        | Agriculteur, sénateur (1983-1989) |
| 1945    | 1957     | Honoré Guyot de Thil |           |                                   |
| 1944    | 1945     | Jules Chaput         |           |                                   |
| 1904    | 1944     | Honoré Guyot de Thil |           |                                   |
| 1892    | 1904     | Jean Gamard          |           |                                   |
| 1884    | 1892     | Raoul Chenu          |           |                                   |
| 1881    | 1884     | Charles Chenu        |           |                                   |
| 1878    | 1881     | Arthur Marcandier    |           |                                   |
| 1876    | 1878     | Charles Chenu        |           |                                   |
| 1874    | 1876     | André Ferrant        |           |                                   |
| 1860    | 1874     | Arthur Marcandier    |           |                                   |
| 1855    | 1860     | Abel Marcandier      |           |                                   |
| 1852    | 1855     | Antoine Theurière    |           |                                   |
| 1831    | 1852     | Jules Chaput         |           |                                   |

## Démographie
L'évolution du nombre d'habitants est connue à travers les recensements de la population effectués dans la commune depuis 1793. Pour les communes de moins de 10 000 habitants, une enquête de recensement portant sur toute la population est réalisée tous les cinq ans, les populations de référence des années intermédiaires étant quant à elles estimées par interpolation ou extrapolation. Pour la commune, le premier recensement exhaustif entrant dans le cadre du nouveau dispositif a été réalisé en 2006.

En 2022, la commune comptait 473 habitants, en évolution de +6,05 % par rapport à 2016 (Cher : −2,48 %, France hors Mayotte : +2,11 %).
| 1793 | 1800 | 1806 | 1821 | 1831 | 1836 | 1841 | 1846 | 1851 |
| ---- | ---- | ---- | ---- | ---- | ---- | ---- | ---- | ---- |
| 553  | 415  | 453  | 450  | 387  | 449  | 432  | 449  | 467  |

| 1856 | 1861 | 1866 | 1872 | 1876 | 1881 | 1886 | 1891 | 1896 |
| ---- | ---- | ---- | ---- | ---- | ---- | ---- | ---- | ---- |
| 481  | 504  | 563  | 585  | 547  | 580  | 590  | 544  | 506  |

| 1901 | 1906 | 1911 | 1921 | 1926 | 1931 | 1936 | 1946 | 1954 |
| ---- | ---- | ---- | ---- | ---- | ---- | ---- | ---- | ---- |
| 488  | 459  | 467  | 392  | 405  | 372  | 349  | 305  | 303  |

| 1962 | 1968 | 1975 | 1982 | 1990 | 1999 | 2006 | 2011 | 2016 |
| ---- | ---- | ---- | ---- | ---- | ---- | ---- | ---- | ---- |
| 293  | 301  | 281  | 342  | 368  | 432  | 467  | 453  | 446  |

| 2021 | 2022 | - | - | - | - | - | - | - |
| ---- | ---- | - | - | - | - | - | - | - |
| 456  | 473  | - | - | - | - | - | - | - |

## Vie locale

### Sports
La commune possède un club de tennis très actif comptant une centaine d'adhérents, avec une école de tennis le samedi matin.

## Économie
L'extraction industrielle du sable rythme encore aujourd'hui l'activité du village.
La viticulture est l'une des activités de la commune, qui se trouve dans la zone couverte par l'AOC reuilly.

## Culture locale et patrimoine

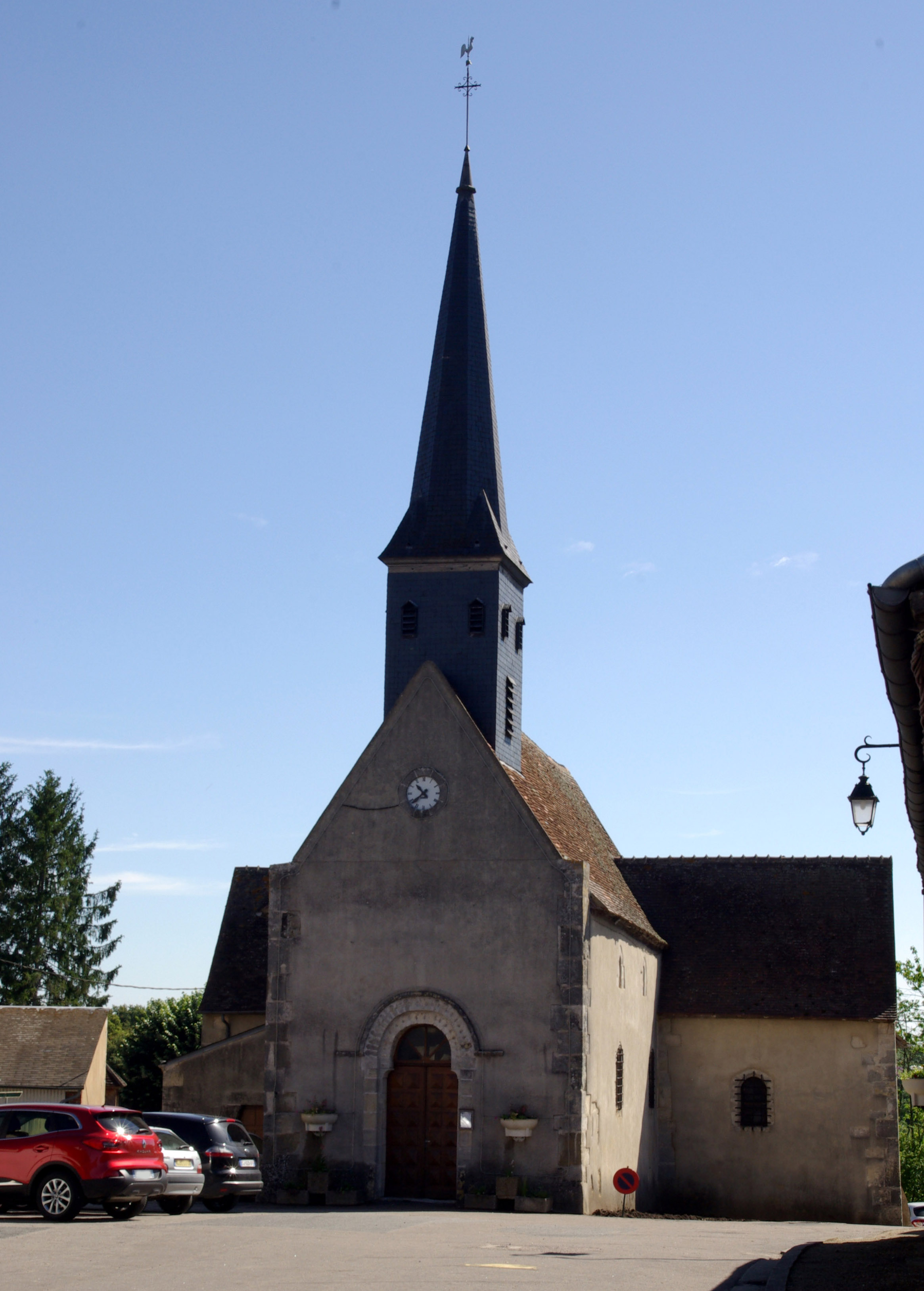
L'église

### Lieux et monuments
- Église Saint-Jean ou Saint-Germain (?), initiée au XIIe siècle.
- Château des Thureaux

### Personnalités liées à la commune
- Pierre Sicard (1915-1989), sénateur du Cher, maire de Preuilly, mort à Preuilly.